# آلوارادو (مینه‌سوتا)
آلوارادو، مینه‌سوتا (به انگلیسی: Alvarado, Minnesota) یک شهر در ایالات متحده آمریکا است که در مینه‌سوتا واقع شده‌است.

## خصوصیات
آلوارادو ۰٫۵۷ کیلومترمربع مساحت و ۳۶۳ نفر جمعیت دارد و ۲۴۷ متر بالاتر از سطح دریا واقع شده‌است.